# Lacs
Lacs és un municipi francès, situat al departament de l'Indre i a la regió de Centre – Vall del Loira. L'any 2007 tenia 655 habitants.

## Demografia

### Població
El 2007 la població de fet de Lacs era de 655 persones. Hi havia 262 famílies, de les quals 56 eren unipersonals (24 homes vivint sols i 32 dones vivint soles), 105 parelles sense fills, 97 parelles amb fills i 4 famílies monoparentals amb fills.
La població ha evolucionat segons el següent gràfic:
Habitants censats

### Habitatges
El 2007 hi havia 302 habitatges, 262 eren l'habitatge principal de la família, 22 eren segones residències i 18 estaven desocupats. 299 eren cases i 3 eren apartaments. Dels 262 habitatges principals, 218 estaven ocupats pels seus propietaris, 41 estaven llogats i ocupats pels llogaters i 3 estaven cedits a títol gratuït; 3 tenien una cambra, 11 en tenien dues, 44 en tenien tres, 88 en tenien quatre i 116 en tenien cinc o més. 202 habitatges disposaven pel capbaix d'una plaça de pàrquing. A 98 habitatges hi havia un automòbil i a 146 n'hi havia dos o més.

### Piràmide de població
La piràmide de població per edats i sexe el 2009 era:
| Homes | Edats   | Dones |
| ----- | ------- | ----- |
| 0     | 95 o +  | 0     |
| 0     | 90 a 94 | 0     |
| 12    | 85 a 89 | 0     |
| 0     | 80 a 84 | 4     |
| 4     | 75 a 79 | 16    |
| 16    | 70 a 74 | 20    |
| 8     | 65 a 69 | 4     |
| 12    | 60 a 64 | 8     |
| 20    | 55 a 59 | 12    |
| 20    | 50 a 54 | 32    |
| 32    | 45 a 49 | 28    |
| 36    | 40 a 44 | 32    |
| 16    | 35 a 39 | 32    |
| 20    | 30 a 34 | 16    |
| 12    | 25 a 29 | 24    |
| 28    | 20 a 24 | 16    |
| 24    | 15 a 19 | 20    |
| 12    | 10 a 14 | 36    |
| 28    | 5 a 9   | 12    |
| 4     | 0 a 4   | 8     |

## Economia
El 2007 la població en edat de treballar era de 436 persones, 348 eren actives i 88 eren inactives. De les 348 persones actives 328 estaven ocupades (168 homes i 160 dones) i 20 estaven aturades (10 homes i 10 dones). De les 88 persones inactives 33 estaven jubilades, 29 estaven estudiant i 26 estaven classificades com a «altres inactius».

### Ingressos
El 2009 a Lacs hi havia 287 unitats fiscals que integraven 715,5 persones, la mediana anual d'ingressos fiscals per persona era de 17.039 €.

### Activitats econòmiques
Dels 25 establiments que hi havia el 2007, 4 eren d'empreses alimentàries, 4 d'empreses de fabricació d'altres productes industrials, 4 d'empreses de construcció, 3 d'empreses de comerç i reparació d'automòbils, 1 d'una empresa de transport, 2 d'empreses d'hostatgeria i restauració, 1 d'una empresa immobiliària, 4 d'empreses de serveis i 2 d'empreses classificades com a «altres activitats de serveis».
Dels 5 establiments de servei als particulars que hi havia el 2009, 2 eren guixaires pintors, 1 fusteria, 1 perruqueria i 1 restaurant.
L'únic establiment comercial que hi havia el 2009 era una carnisseria.
L'any 2000 a Lacs hi havia 14 explotacions agrícoles que ocupaven un total de 1.216 hectàrees.

## Equipaments sanitaris i escolars
El 2009 hi havia una escola elemental integrada dins d'un grup escolar amb les comunes properes formant una escola dispersa.

## Poblacions més properes
El següent diagrama mostra les poblacions més properes.